# Наша деревня (Иркутск)
«Наша деревня» — газета, выходившая в Иркутске в 1917—1919 гг. Подзаголовок: Газета еженедельная, доступная для всех.
Редакторы — А. И. Иванов (1917—1919), Я. В. Рагозин (1919), В. Е. Афанасьев (1919).
Издатель: Союз кооперативов, затем Иркутский союз потребительских кооперативов.

## История
Первый номер вышел 25 мая 1917 года, заключительный 3 октября 1919 года.

### Редакторы
- 1917—1919 — А. И. Иванов
- 1919, № 28 (1 августа (19 июля)) — 30 (16 (3) августа) Я. В. Рагозин;
- 1919, № 31 (22 (9) августа) — 32 (29 (16) августа) В. Е. Афанасьев. — Изд.: 1919.